# Psylliodes cervinoi
Psylliodes cervinoi es una especie de insecto coleóptero de la familia Chrysomelidae.
Fue descrita científicamente en 2003 por Baselga & Novoa.